# Thamnium explanatum
Thamnium explanatum là một loài rêu trong họ Neckeraceae. Loài này được (Mitt.) Kindb. mô tả khoa học đầu tiên năm 1902.